# Diplectrona fissilinea
Diplectrona fissilinea is een schietmot uit de familie Hydropsychidae. De soort komt voor in het Oriëntaals gebied.